# Eisenbahnunfall von Zagreb

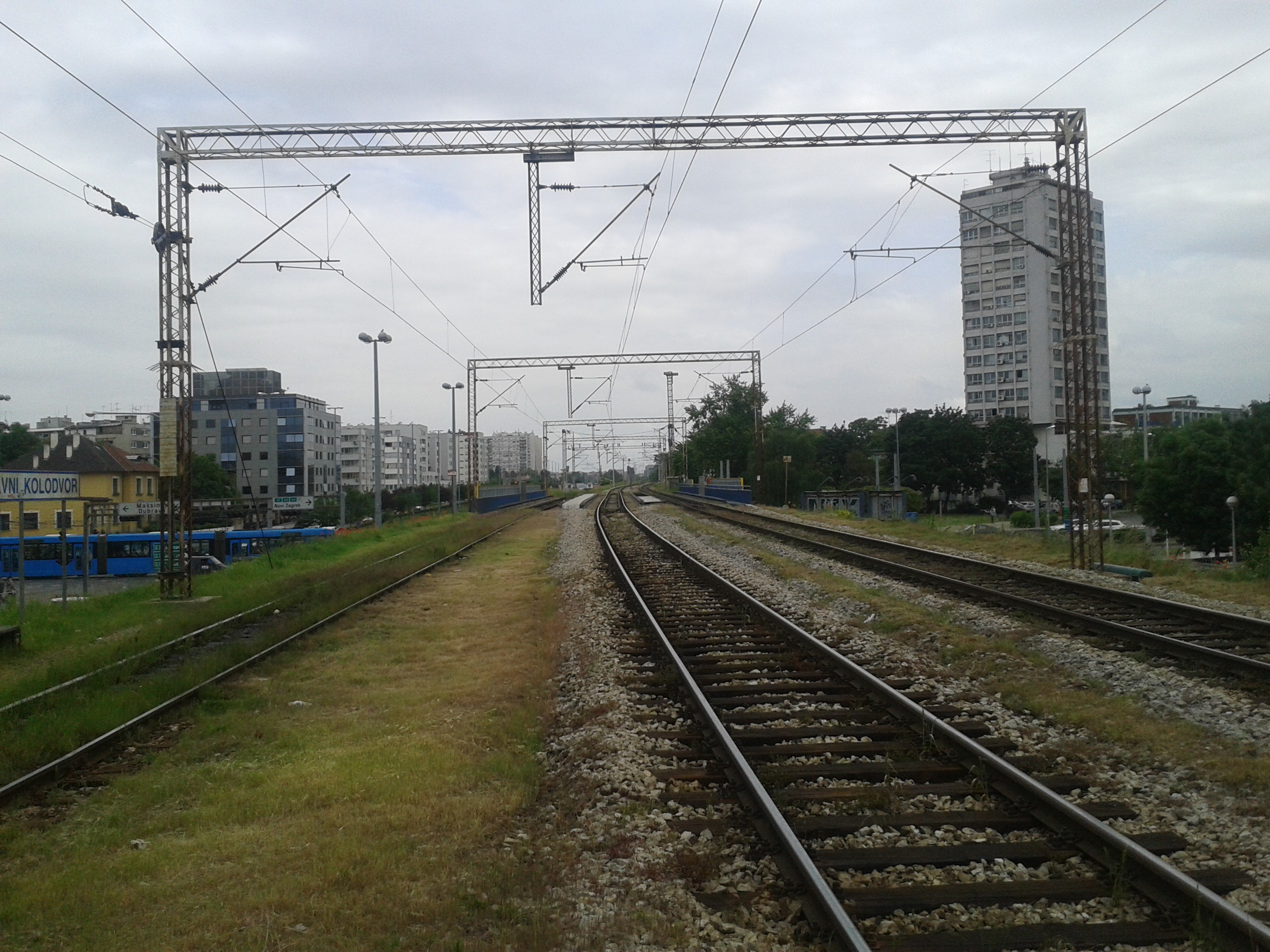
Blick nach Osten von der Überführung Strojarska Straße: Von hier kam der Zug.

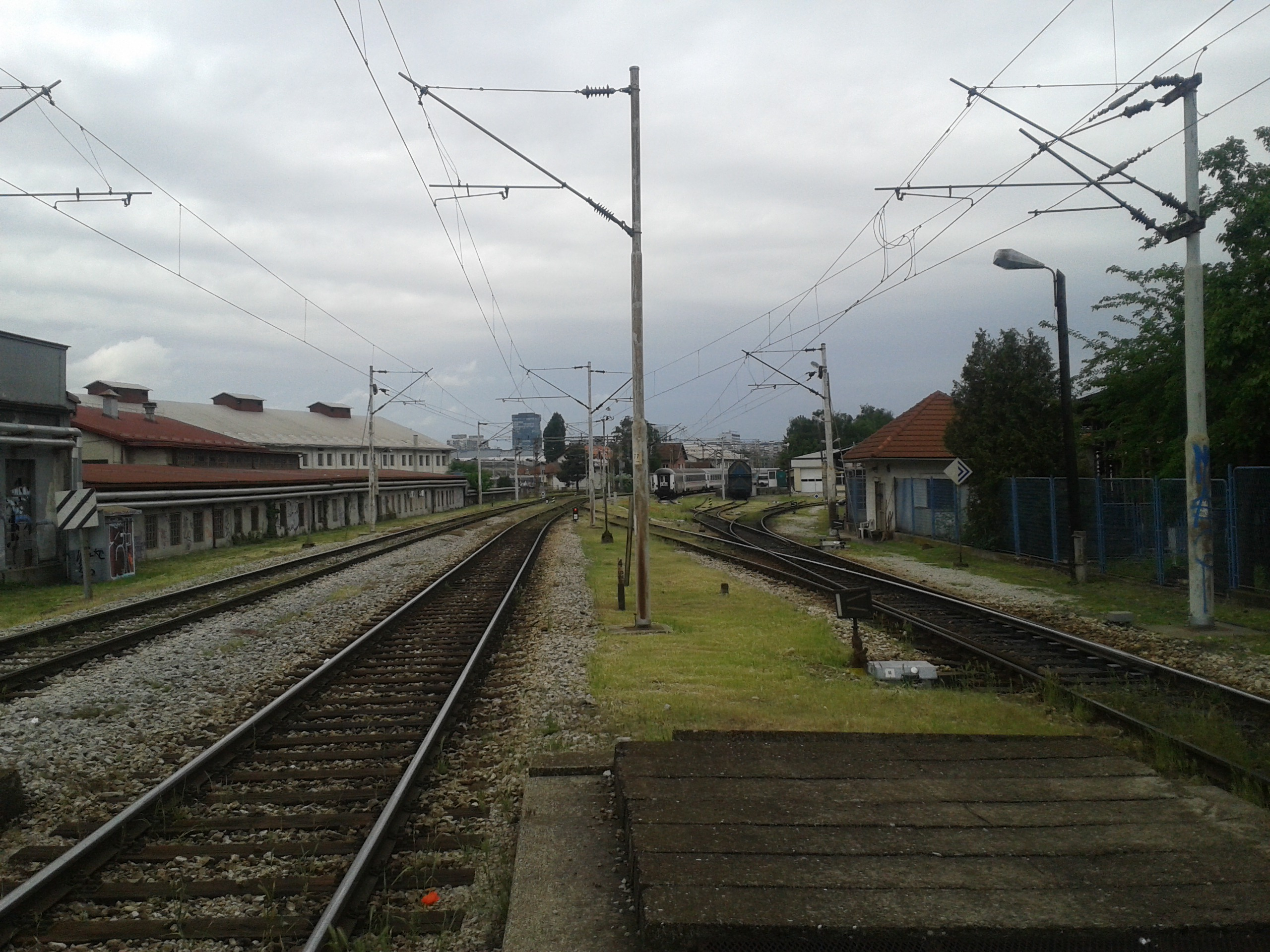
Blick nach Westen von der Überführung Strojarska Straße. Die Unfallstelle liegt etwa 300 Meter entfernt, etwa 150 m hinter den abgestellten Wagen, die in der Bildmitte zu sehen sind.

Bei dem Eisenbahnunfall von Zagreb entgleiste am 30. August 1974 der internationale Schnellzug (Nr. 10 410) von Belgrad nach Dortmund bei der Einfahrt in den Hauptbahnhof von Zagreb (damals Jugoslawien, heute Kroatien). 153 Tote und 60 Verletzte waren die Folge.

## Ausgangslage
Der Schnellzug war ein Sonderzug für Gastarbeiter, die zurück aus den Sommerferien nach Deutschland fuhren. Er verkehrte von Belgrad nach Dortmund und war mit etwa 400 Reisenden besetzt. Auf der Lokomotive befanden sich der Lokomotivführer und ein Beimann mit der Qualifikation eines Lokomotivführers.

## Unfallgeschehen

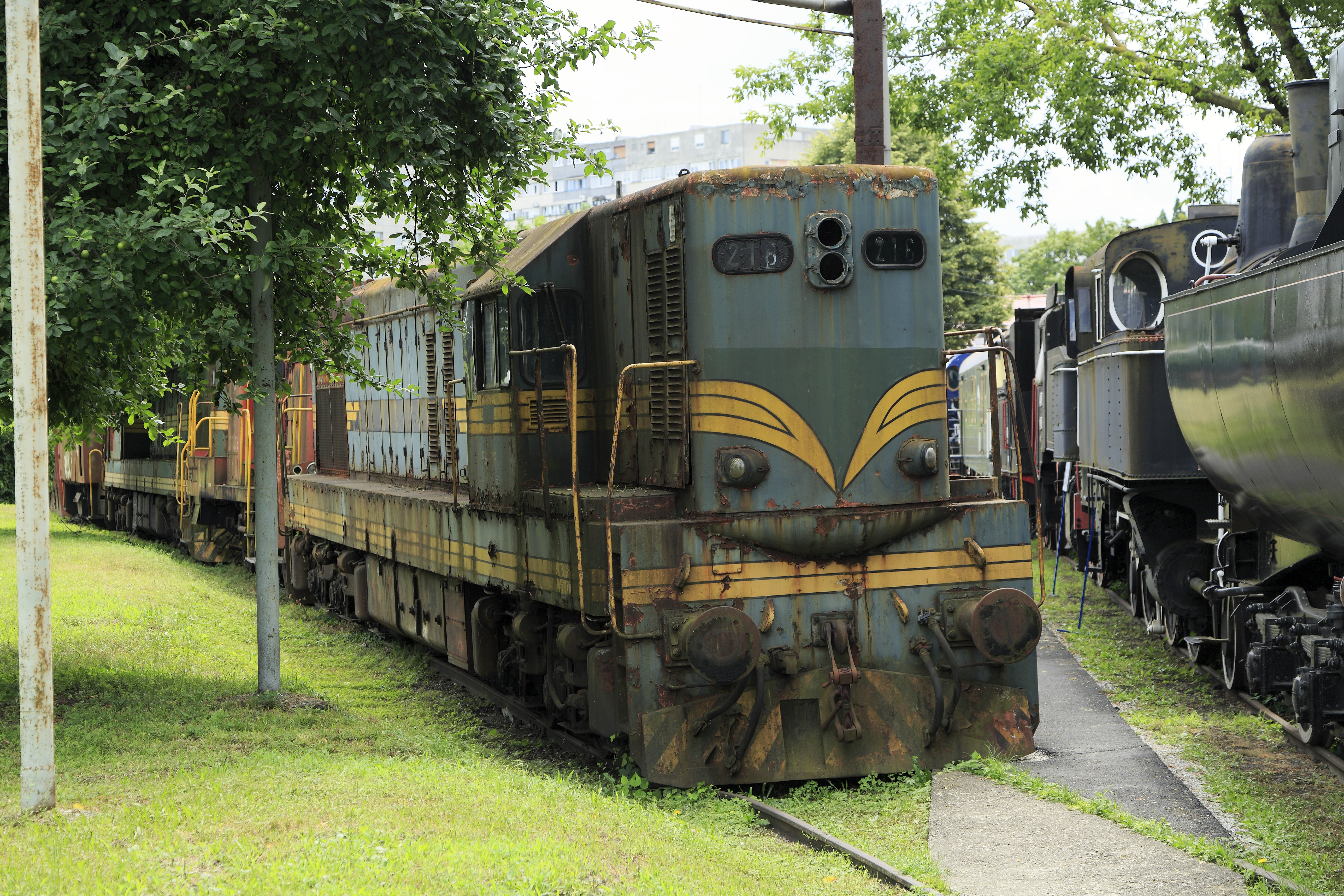
Die mit 661-216 gekennzeichnete Lok befindet sich heute im kroatischen Eisenbahnmuseum.

Die beiden Lokomotivführer waren seit 52 Stunden im Dienst und hatten in diesem Monat schon 300 Dienststunden angesammelt. Schon die beiden vor Zagreb liegenden Bahnhöfe Ludina und Novoselec soll der Zug mit sehr hoher Geschwindigkeit durchfahren haben. Statt der vorgeschriebenen 50 km/h fuhr der Zug mit mehr als 100 km/h in die Einfahrt des Hauptbahnhofs von Zagreb: Die Lokomotivführer waren eingeschlafen. Sie bremsten schließlich noch, aber zu spät. Der Zug entgleiste 719 Meter vom Beginn des Gleises IIa, die Wagen kippten tangential aus der Kurve, schoben sich ineinander und wurden zertrümmert. Die Lokomotive blieb auf den Schienen und fuhr um 22:33 Uhr allein auf dem Gleis IIa des Bahnhofs ein.

## Folgen

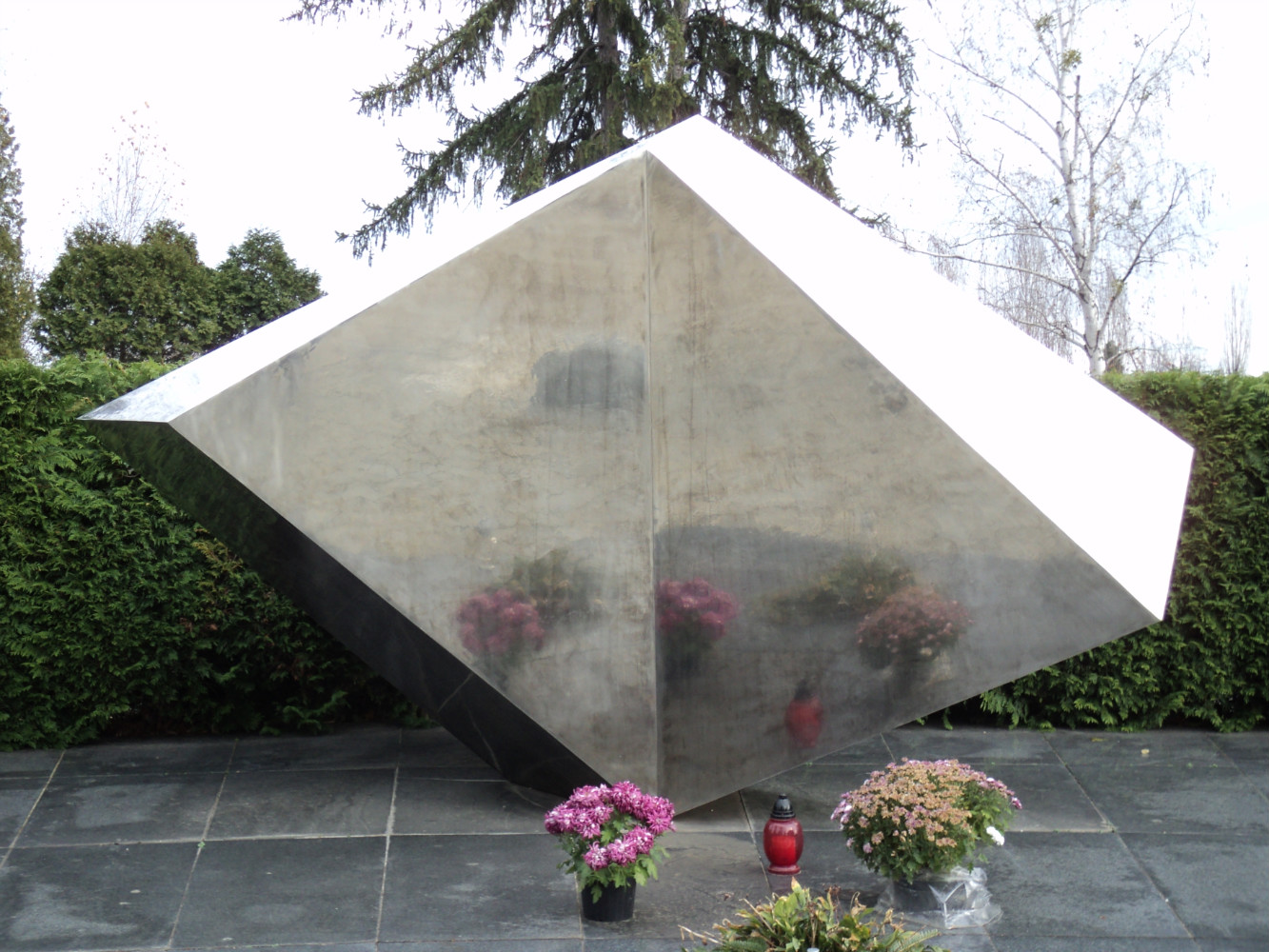
Denkmal für Opfer des Eisenbahnunfall auf dem Mirogoj-Friedhof von Vojin Bakić

153 Menschen starben, 60 weitere wurden darüber hinaus verletzt. Dies war der schwerste Eisenbahnunfall in der Geschichte Jugoslawiens. 41 der Toten konnten nicht mehr identifiziert werden und wurden in einem Gemeinschaftsgrab auf dem Mirogoj-Friedhof in Zagreb beigesetzt.
Die beiden Lokomotivführer blieben bei dem Unfall unverletzt. Der erste Lokomotivführer wurde zu 15 Jahren Freiheitsstrafe verurteilt, der zweite Mann auf der Lokomotive erhielt acht Jahre. Als mildernde Umstände wurde in beiden Fällen die mehr als zweitägige Dienstschicht der beiden anerkannt. Seitens des Managements der Jugoslawischen Eisenbahnen, das den Einsatz des übermüdeten Personals zugelassen hatte, wurde niemand zur Rechenschaft gezogen. Die Lokomotive des Unfallzuges befindet sich heute im Bestand des Kroatischen Eisenbahnmuseums.